# Фёдоровка (городской округ Истра)
Фёдоровка — хутор в Новопетровском сельском поселении Истринского района Московской области. Население — 23 чел. (2010).
Находится в 32 км северо-западнее Истры у истока речки Разварня, у южного края большого лесного массива. Близлежащие деревни на юге — Деньково и Лесодолгоруково, там же ближайшая железнодорожная станция — платформа Лесодолгоруково Рижского направления Московской железной дороги, высота над уровнем моря 266 м.

## Население
| 2002 | 2006 | 2010 |
| ---- | ---- | ---- |
| 182  | ↘16  | ↗23  |